# Brachyachne ciliaris
Brachyachne ciliaris är en gräsart som först beskrevs av Carl Ernst Otto Kuntze, och fick sitt nu gällande namn av Charles Edward Hubbard. Brachyachne ciliaris ingår i släktet Brachyachne och familjen gräs. Inga underarter finns listade i Catalogue of Life.